# Callopora velata
Callopora velata är en mossdjursart som först beskrevs av Walter Douglas Hincks 1881.  Callopora velata ingår i släktet Callopora och familjen Calloporidae. Inga underarter finns listade i Catalogue of Life.